# Michael During

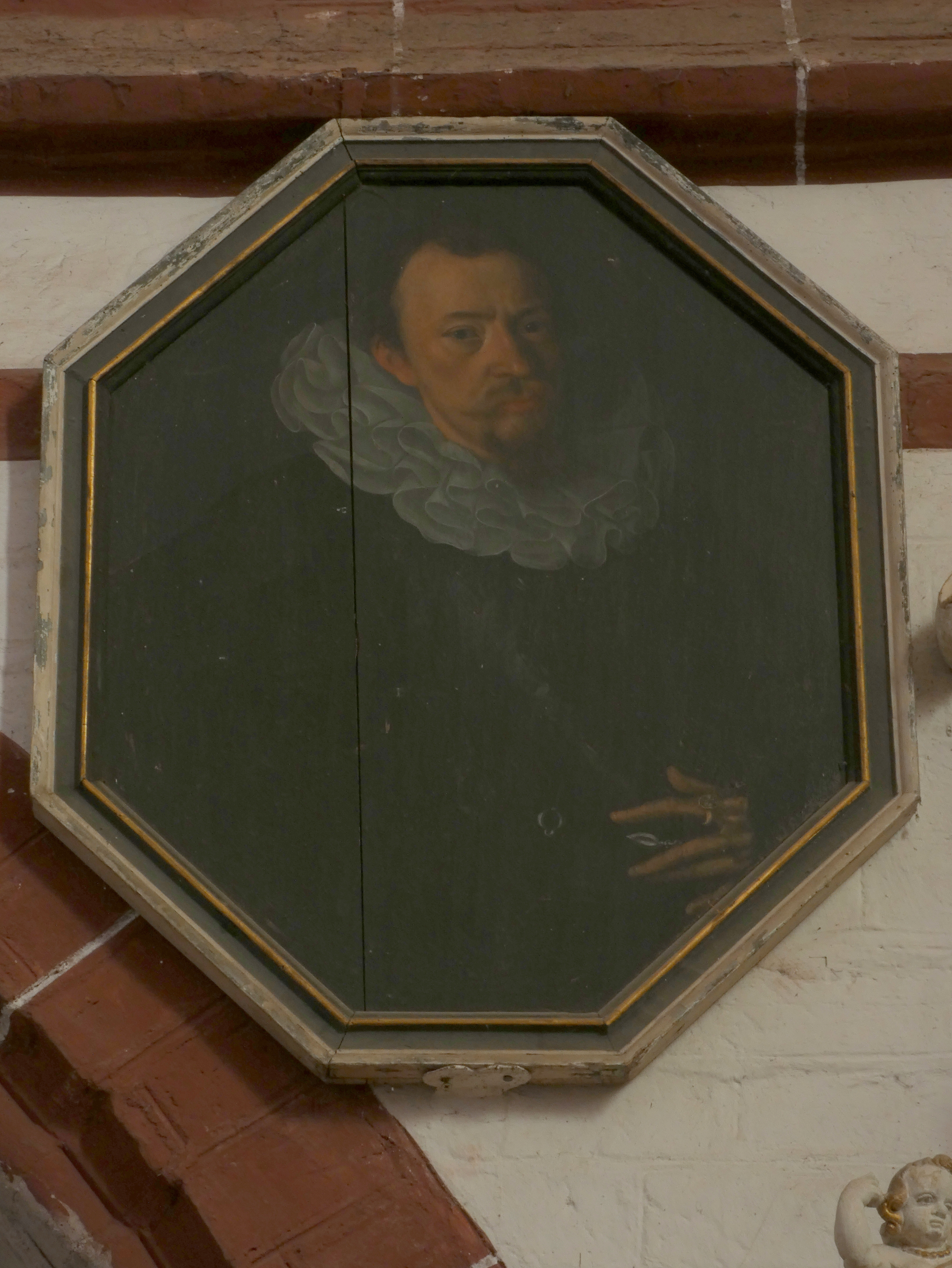
Gemälde Michael Durings, St. Gotthardt, Brandenburg an der Havel

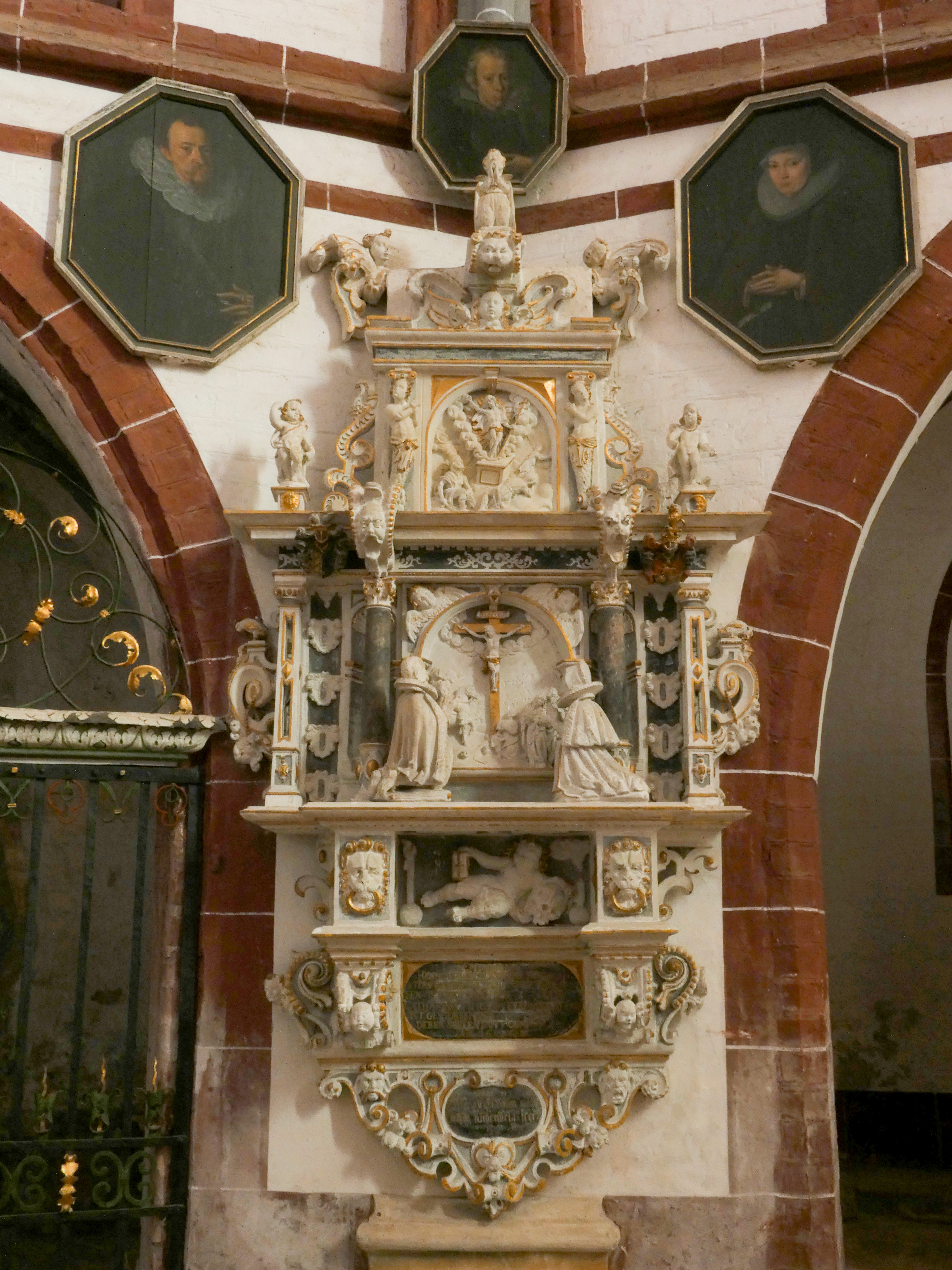
Epitaph Michael Durings und Katharina Zieriss, St. Gotthardt, Brandenburg an der Havel

Michael During (auch Thüring) (* 30. Mai 1587 in Neustadt Brandenburg; † 30. Mai 1618 in Altstadt Brandenburg) war Bürgermeister der Altstadt Brandenburg, Verordneter der Städte der Mittelmark, der Uckermark und des Ruppiner Landes.

## Leben und Wirken
Michael During wurde in der Neustadt südlich der Havel geboren. Er wurde Bürgermeister der Altstadt auf dem gegenüberliegenden nördlichen Havelufer. Beide Städte waren bis zu ihrer Vereinigung 1715 zur Stadt Brandenburg selbstständig mit einer gemeinsamen Hochgerichtsbarkeit. An seinem 31. Geburtstag starb During in der Altstadt und wurde am 2. Juni beerdigt.
During war mit Katharina Zieriss (oder Zieritz) verheiratet. Die Ehe wurde am 23. Mai 1603, also eine Woche vor seinem sechzehnten Geburtstag geschlossen. Seine Frau war zum Zeitpunkt der Hochzeit ebenfalls fünfzehn Jahre alt und starb wie During 1618. Aus der Ehe ging ein Sohn Johann hervor.

## Epitaph
In der Pfarrkirche St. Gotthardt befindet sich ein reiches Epitaph, welches dem Ehepaar Michael During und Katharina Zieriss gewidmet ist und dieses darstellt. Das Epitaph im Stil der Spätrenaissance ist aus weißem, teilweise bemaltem und vergoldetem Sandstein geschaffen. Es stellt neben dem Paar Karyatiden, Masken und Putten dar. Die Predella ist zweigeschossig gestaltet. In ihr ist unter anderem kleiner Engel mit einem Stundenglas und einem Totenschädel eingearbeitet, welcher die Sterblichkeit des Menschen verdeutlicht. Im zentralen Hauptbild ist die Kreuzigung Christi ausgeführt, vor der das Ehepaar kniend betet. Michael During zur Linken, Katharina Zieriss zur Rechten. Der obere Bereich zeigt die Auferstehung Jesu Christi. Weiterhin sind über dem Epitaph Einzelbilder der Familienmitglieder angebracht.